# Integrin α-1
Integrin α-1 (synonym CD49a) ist ein Oberflächenprotein aus der Gruppe der Integrine.

## Eigenschaften
Integrin α-1 ist ein Zelladhäsionsmolekül. Es bildet mit Integrin beta-1 einen heterodimeren Rezeptor für Laminin und Kollagen. Es bindet an die Aminosäuresequenz GlyPheHypGlyGluArg im Kollagen. Es hemmt die Aktivität des EGF-Rezeptors. Integrin α-1 ist glykosyliert. Es wird in Mesenchymalzellen, Immunzellen und manchen Epithelzellen exprimiert. Es ist beteiligt an der Zusammensetzung der extrazellulären Matrix und an Zellteilungs- und Überlebenssignalen.